# BH Tennis Open International Cup 1995
Il BH Tennis Open International Cup 1995 è stato un torneo di tennis facente parte della categoria ATP Challenger Series nell'ambito dell'ATP Challenger Series 1995. Il torneo si è giocato a Belo Horizonte in Brasile dal 17 al 23 luglio 1995 su campi in cemento.

## Vincitori

### Singolare
Steve Campbell ha battuto in finale  João Cunha e Silva con il punteggio di 6–2, 6–3

### Doppio
David DiLucia /  Dan Kronauge hanno battuto in finale  Egberto Caldas /  Cristiano Testa con il punteggio di 6–7, 6–3, 6–3